# Ennanga
L'ennanga ou enanga est un instrument de musique à cordes pincées. C'est une harpe arquée d'Afrique de l'Est (Ouganda) utilisée par les Gandas et les Acholis.

## Facture
La caisse de résonance en bois monoxyle (c'est-à-dire taillée dans une seule pièce de bois) est de forme ovale. Elle a 65 cm de long. Elle est recouverte d'une membrane animale (peau d'antilope) qui fait office de table d'harmonie percée d'une petite ouïe ronde. Elle est reliée à une petite pièce de cuir située sur le fond par des ligatures. Un manche courbé s'y insère, supportant 8 chevilles en bois où sont fixées les 8 cordes en boyau, reliées à un chevalet-cordier sous la peau qu'elles traversent. De petites pièces métalliques peuvent parfois orner les chevilles, faisant office de sonnailles.

## Jeu
Elle accompagne le chant des hommes.